# Oliarus arida
Oliarus arida är en insektsart som beskrevs av Ball 1902. Oliarus arida ingår i släktet Oliarus och familjen kilstritar. Inga underarter finns listade i Catalogue of Life.